# Bowmaniella inarticulata
Bowmaniella inarticulata är en kräftdjursart som beskrevs av Silva 1972. Bowmaniella inarticulata ingår i släktet Bowmaniella och familjen Mysidae. Inga underarter finns listade i Catalogue of Life.